# 亚历山大·克瓦克
亚历山大·克瓦克（波蘭語：Aleksander Kłak，1970年11月24日—），波兰男子足球运动员，司职守门员。他曾代表波兰国奥队参加1992年夏季奥林匹克运动会足球比赛，获得一枚银牌。